# Pirata piscatorius
Pirata piscatorius là một loài nhện trong họ Lycosidae. Chúng được Carl Alexander Clerck miêu tả năm 1757.